# María Teresa Ocaña
María Teresa Ocaña i Gomà, (Barcelona, 1947) fue, entre los años 2006 y 2011, directora del Museo Nacional de Arte de Cataluña (MNAC).

## Biografía
Se licenció en Filosofía y Letras por la Universidad de Barcelona y en 1978 obtuvo el título de curator técnica de museos. Desde 1983 y durante 23 años dirigió el Museo Picasso de Barcelona, ampliando las relaciones de este con museos de todo el mundo y reformando la superficie del mismo, actualmente de unos 10 000 metros cuadrados. También ha organizado varias exposiciones de arte en Barcelona. Está especializada en arte moderno, especialmente siglos XIX y XX y ha escrito varias obras divulgativas. Durante varios años fue jurado del Premio Príncipe de Asturias y en 2004 recibió el título de Caballero de la Orden Francesa de las artes y las letras.
Ocaña presentó su candidatura para dirigir el MNAC, y fue elegida por un jurado formado por expertos de todo el mundo, como Neil MacGregor, director del British Museum, o Manuel Borja-Villel, por entonces director del Museu d'Art Contemporani de Barcelona (MACBA), entre otros.  Su propuesta museística en el MNAC trataba de interrelacionar la investigación museística y universitaria y completar algunas lagunas de la colección permanente del MNAC, dedicando un presupuesto específico para adquisiciones de obras. Desde su nombramiento inauguró en 2007 un ámbito dedicado a Picasso y en 2008 una sala con arte catalán de vanguardia. También es miembro de la Junta de Museos de Cataluña.

## Obra publicada
- 1995- El Museo de Picasso de Barcelona. Everest de Ediciones y Distribución, S.L. ISBN 9788424139414
- Picasso : la formación de un genio, 1890-1904 : dibujos del Museu Picasso de Barcelona.ISBN 84-7782-463-0
- 2003- Picasso and Caricature: From Satier to stylistic distortion.ISBN 9780853318880